# Lyin' Eyes
"Lyin' Eyes" là một ca khúc do Don Henley và Glenn Frey viết nhạc, do ban nhạc Mỹ Eagles thu âm năm 1975 với Frey là người hát chính. Đây là đĩa đơn thứ hai từ album của nhóm One of These Nights, đạt vị trí á quân trên bảng xếp hạng Billboard Hot 100 và thứ 8 trên US Country. Bài hát vẫn ở trong tốp 40 hit Country của nhóm cho đến "How Long" giai đoạn 2007-2008.
Ca khúc còn đoạt giải Grammy cho Trình diễn Song ca/Nhóm nhạc giọng pop xuất sắc nhất và nhận đề cử cho Thu âm của năm.

## Vị trí xếp hạng
| Xếp hạng (1975)                       | Vị trí cao nhất |
| ------------------------------------- | --------------- |
| Canada Top Singles (RPM)              | 19              |
| Canada Adult Contemporary (RPM)       | 4               |
| Canada Country Tracks (RPM)           | 20              |
| Ireland (IRMA)                        | 3               |
| Hà Lan (Single Top 100)               | 23              |
| New Zealand (Recorded Music NZ)       | 7               |
| Anh Quốc (OCC)                        | 23              |
| Hoa Kỳ Billboard Hot 100              | 2               |
| Hoa Kỳ Adult Contemporary (Billboard) | 3               |
| U.S. Billboard Hot Country Singles    | 8               |